# Verbotenes Verlangen – Ich liebe meinen Schüler
Verbotenes Verlangen – Ich liebe meinen Schüler ist ein deutscher Fernsehfilm von Zoltan Spirandelli aus dem Jahr 2000 mit Marion Mitterhammer und Matthias Schweighöfer in den Hauptrollen.

## Handlung
Die Lehrerin Katharina Kramer ist glücklich verheiratet mit dem Architekten Ulrich Kröger. Sie haben ein eigenes Haus in Berlin und auch ihre Kinder verstehen sich gut. Als Katharina nach den Ferien zurück an die Schule kommt, fällt ihr sofort ein neuer Schüler auf, als er sich schützend vor einen Mitschüler stellt, der gerade von anderen gemobbt wird. Allerdings tut er dies mit einer Waffe, die Katharina ihm sofort abnimmt. Sie befasst sich mit seiner Akte und erfährt so, dass er wegen disziplinarischen Problemen von einem anderen Gymnasium zu ihrer Schule und in ihre Klasse versetzt wurde. Ben Simon ist ein intelligenter, zynischer junger Mann, der seine Lehrerin zu provozieren versucht. In ihren Augen ist er etwas „durchgeknallt“, aber nicht kriminell. Als er von der Polizei bei einem Einbruchsversuch festgenommen wird, kümmert sich Katharina fürsorglich um ihren Schüler. Dabei stellt sich heraus, dass er nicht einbrechen, sondern nur Fotos machen wollte.
Trotz der eigentlich glücklichen Ehe von Katharina und Ulrich bleiben Spannungen nicht aus. Ulrich, der gerade an drei wichtigen Projekten arbeitet und immer weniger Zeit für seine Familie hat, ist in seinem Beruf sehr erfolgreich. Da kommen die Avancen von Ben Katharina nicht ungelegen und sie verliebt sich am Ende in ihren Schüler und schläft auch mit ihm, obwohl sie weiß, dass auch ihre Tochter für Ben schwärmt. Aber Ben fasziniert sie durch seine reife, aber auch romantische Art, dennoch ist sie sich ihrer Verantwortung bewusst und will die Beziehung nicht fortsetzen. Da sie gerade zur neuen Direktorin der Schule befördert wurde und einige Schüler ihre Beziehung herausgefunden haben, gesteht sie ihrem Mann den Seitensprung. Dieser und auch ihre Tochter Jule sind zutiefst enttäuscht. Als Katharina feststellt, dass sie schwanger ist, stellt sie ihr Mann vor die Wahl: entweder sie soll das Kind abtreiben – oder sie kann gehen, was sie zunächst auch tut und in ein Hotel zieht.
Auch Ben zieht Konsequenzen und meldet sich von der Schule ab. 
Ben fragt Katharina, ob sie ein Kind erwarte. Sie bejaht dies und behauptet, das Kind wäre von ihrem Ehemann. Ben merkt, dass das gelogen ist. Durch eine Rangelei im Auto stürzen sie in einen Fluss. Ben gelingt es, sich zu befreien und bringt auch Katharina an Land.
Katharina verlässt an Bens Stelle die Schule. Ulrich besinnt sich und versöhnt sich mit seiner Frau.

## Produktionsnotizen
Der Film hatte am 18. Januar 2000 auf Sat.1 seine Premiere.

## Rezeption

### Kritiken
Rainer Tittelbach von tittelbach.tv stellt ernüchternd fest: „‚Die Liebe macht uns zum Narren‘, heißt es in dem TV-Movie von Zoltan Spirandelli. Die verbotene Liebe als Sujet hat auch die beiden Autoren etwas aus dem Konzept gebracht. Mit einer Dramaturgie, nach der man die Uhr stellen kann, haben sie alle erdenklichen Klischees zum Thema in das TV-Movie gepackt. Schade um Schweighöfer und Mitterhammer.“
Die Kritiker der Fernsehzeitschrift TV Spielfilm sehen das etwas positiver und meinen: „Regisseur Zoltan Spirandelli und die Darsteller schildern glaubwürdig und sensibel eine ‚unmögliche‘ Liebe.“

### Auszeichnung
Der Hauptdarsteller Matthias Schweighöfer erhielt 2000 für seine Rolle des Ben Simon den Deutschen Fernsehpreis in der Kategorie Förderpreis.